# San Jaime dels Domenys
San Jaime dels Domenys (oficialmente en catalán Sant Jaume dels Domenys) es un municipio de la comarca catalana del Bajo Panadés, en la provincia de Tarragona, España.

## Historia
Aparece documentado con el nombre de Vila Domenio en 938 por lo que se cree que el municipio tiene un origen romano. Según parece, en la época medieval, el pueblo formaba parte de la ruta que llevaba a los peregrinos que iban a mostrar su devoción a Santiago de Compostela. 
Perteneció a Castellví de la Marca hasta que, con los decretos de Nueva Planta, obtuvo municipio propio.

## Geografía humana

### Demografía
Cuenta con una población de 2803 habitantes (INE 2024).
| Gráfica de evolución demográfica de Sant Jaume dels Domenys entre 1842 y 2021 |
| |
| Población de derecho según los censos de población del INE Población de hecho según los censos de población del INEEn este censo se denominaba San Jayme dels Domenys: 1842 En este censo se denominaba San Jaume dels Domenys: 1857 En estos censos se denominaba San Jaime dels Domenys: 1900, 1910, 1920, 1930, 1940, 1950, 1960, 1970 y 1981 Entre el censo de 1857 y el anterior, crece el término del municipio porque incorpora a 435024 (Torregasa) |

### Economía
Las principales actividades económicas son la ganadería y la agricultura. Los principales cultivos son la viña, almendros y olivas.

## Patrimonio
La iglesia parroquial dedicada a San Jaime es de construcción reciente. Es de nave única con bóveda de cañón. En su interior se conserva una pila bautismal de estilo visigótico con numerosos ornamentos. El templo tiene un campanario de torre cuadrada.
En el agregado de Lletger se encuentran los restos de una antigua torre defensiva. Se cree que formaba parte de un antiguo castillo del siglo X del que no quedan más vestigios. Muy cerca se encuentra la iglesia de Santa María que fue construida sobre un antiguo templo románico.
En la masía del Arcs se pueden ver los restos de un antiguo acueducto. Quedan en pie dos arcos contiguos y uno que está separado. Los arcos tienen casi tres metros de altura por otros tres de ancho. En los alrededores de la zona se han encontrado restos de cerámica romana.

## Fiestas
La fiesta mayor se celebra el 25 de julio, festividad de San Jaime.